# Viscerální leishmanióza
Viscerální leishmanióza (zvaná též kala azar / kalaazar / kala-azar či černá horečka) je nejzávažnější formou leishmaniózy, infekce způsobené parazitem zvaným Leishmania. Tento parazit sídlí v lidském těle (v kostní dřeni, slezině a játrech) a je přenášen bodavým hmyzem rodu Phlebotomus a Lutzomyia.
Vyskytuje se převážně v severovýchodní Indii, ale i v Africe, např. v Súdánu. Epidemie této nemoci se pravidelně opakují.

## Příznaky
Mezi příznaky patří horečka, sinalost, ztmavnutí kůže na tvářích, rukách a horní části těla, mírné bolesti v podbřišku, zvětšená játra a slezina. Neléčené onemocnění vede ke smrti. Léčba trvá obvykle 28 dnů až 3 měsíce, nemoc může recidivovat. Parazit může přetrvávat v těle velmi dlouho. Proto se mnoho příznaků vyskytuje po dlouhá období, půl roku až dva roky. Proti nemoci není očkování.